# Матага, Кэтрин
Кэтрин Матага (англ. Cathryn Mataga, имя при рождении Уильям Матага англ. William Mataga) — программист и основательница независимой компании по созданию компьютерных игр Junglevision. Под именем Уильям она написала 8-битные компьютерные игры под Atari работая на Synapse Software в 1980-х годах, в том числе игру Shamus.

## Биография
В 1982 году Матага написала игру Shamus,  для 8-битного семейства игровых приставок Atari. В создателях игры она значилась под именем Уильям В соответствие с отзывами большая часть привлекательности игры проистекает из чувства юмора Матаги, такого как создание «грандиозного исполнения» песни Альфреда Хичкока в игровом исполнении. Матага поступила также с продолжением игры Shamus: Case II и игрой Zeppelin.
Стив Хейлз из Synapse Software в интервью для книги Halcyon Days утверждает, что он и Матага убедили основателя компании Игоря Волосенко направить компанию на разработку игр в стиле Interactive fiction.
В начале 1980-х Матага разработала интерактивный язык программирования для Brøderbund, известный как BtZ (Better Than Zork). Матага работала с Хейлзом и поэтом Робертом Пински над интерактивной игрой Mindwheel.
Матага была одним из программистов, работающих в Stormfront Studios над игрой Neverwinter Nights. Дон Даглоу считает Матагу одним из программистов, которая осуществила утверждение Даглоу о том, что он может сделать игру успешной.

## Игры
Список игр созданных при участии Кэтрин:
- Grand Theft Auto Advance (2004), Rockstar Games
- Dragon's Lair (2001), Capcom Entertainment, Inc.
- Rayman (2001), UbiSoft
- Spyro: Season of Ice (2001), Universal Interactive Inc.
- X-Men: Reign of Apocalypse (2001), Activision Publishing, Inc.
- Rampage 2: Universal Tour (1999), Midway Games
- Stronghold (1993), Strategic Simulations, Inc.
- Treasures of the Savage Frontier (1992), Strategic Simulations, Inc.
- Gateway to the Savage Frontier (1991), Strategic Simulations, Inc.
- Neverwinter Nights (1991), Strategic Simulations, Inc.
- Breakers (1986), Brøderbund Software, Inc.
- Brimstone (1985), Brøderbund Software, Inc.
- Essex (1985), Brøderbund Software, Inc.
- Mindwheel (1984), Brøderbund Software, Inc.
- Shamus: Case II (1984), Synapse Software
- Zeppelin (1983), Synapse Software
- Shamus (1982), Synapse Software
- Dark Sun Online: Crimson Sands (1996), Strategic Simulations, Inc.
- Rayman: 10th Anniversary (2005), Ubisoft, Inc.
- Spider-Man 2 (2004), Activision Publishing, Inc.